# Премія Франтішека Нушла

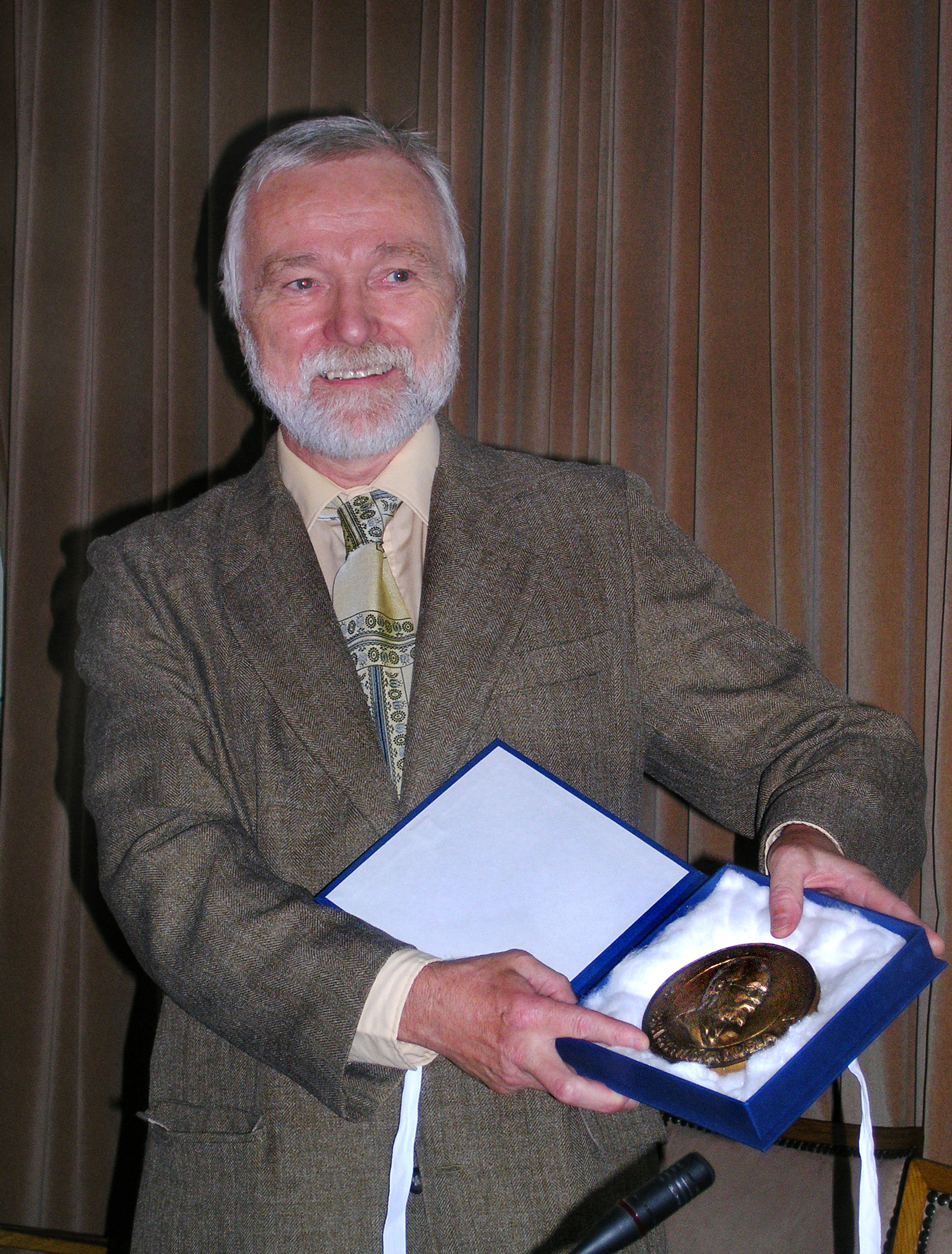
Іван Губений приймає премію Франтішека Нушла. 2008 рік.

Пре́мія Фра́нтішека Ну́шла (чеськ. Cena Františka Nušla) — це нагорода, яку Чеське астрономічне товариство (ЧАТ) вручає дослідникам і видатним особам за наукову, фахову, педагогічну, популяризаторську й організаційну роботу в галузі астрономії та суміжних наук протягом усього життя. Її названо на честь чеського астронома Франтішека Нушла (1867—1951), професора Чеського технічного університету, професора Карлового університету, засновника й першого директора Ондржейовської обсерваторії, директора Національної обсерваторії в Празі і голови Чеського астрономічного товариства. Премію присуджують у Чехії.

## Історія
Премію засновано в 1938 році. З 1949-го її не присуджували, а у 1999 році ЧАТ ухвалило поновити присудження.

## Правила присудження премії
Згідно з рішенням виконавчого комітету ЧАТ від 27 січня 1999 року, затверджено такі основні правила присудження премії Франтішека Нушла.
- Премія Франтішека Нушла, яку присуджує ЧАТ, є наступницею премії, яку заснували 1938 року й припинили вручати у 1949 році.
- Премію присуджують дослідникам і видатним особам за наукову, фахову, педагогічну, популяризаторську й організаційну роботу в галузі астрономії та суміжних наук протягом усього життя.
- Премію вручають щорічно, не пізніше, ніж у день народження Франтішека Нушла (3 грудня).
- Разом із премією лауреатові вручають диплом. Бажано, щоб лауреат прочитав лекцію на тему своєї роботи або чогось іншого.
- Подавати пропозиції про кандидатів на премію уповноважено комітети філій та секцій ЧАТ. Також приймаються пропозиції від окремих членів ЧАТ. Останній термін подавання пропозицій на даний рік — 30 квітня.
- Для розгляду пропозицій голова ЧАТ призначає комісію з трьох осіб. Він же й головує в цій комісії. Інші члени комісії — це член виконавчого комітету ЧАТ, відповідальний за присудження премії, й астроном, компетентний у галузі наукової діяльности кандидатів. Комісія обговорює пропозиції не довше, ніж один місяць після їх подання, і дає відповідну рекомендацію виконавчому комітету. Засідання комісії можуть відбуватись у формі листування.
- Виконавчий комітет ЧАТ на своєму найближчому засіданні схвалює або відкидає пропозиції, які рекомендувала комісія. Якщо виконавчий комітет не згоджується з рекомендованою пропозицією, комісія може запропонувати іншого кандидата або обстоювати свою рекомендацію. На наступному засіданні виконавчий комітет ухвалює рішення про кандидатуру, яке не підлягає оскарженню.
- Премію присуджують щорічно одній особі. Як виняток, кандидатів може бути більше тільки в тому разі, коли вони тривалий час інтенсивно співпрацюють. Виконавчий комітет ЧАТ може, з огляду на рівень поданих кандидатур, постановити не присуджувати премії в даному році.
- На врученні премії, першому після її поновлення, належить зачитати імена всіх лауреатів премії.

## Лауреати премії
- 1938 Карел Чацький
- 1939 Антонін Бечварж
- 1940 Владимир Ґут[sk]
- 1940 Ян Квічала[cs]
- 1940 Ярослав Штепанек[cs]
- 1941 Йозеф Клепешта
- 1942 Їндржіх Земан
- 1943 Карел Андел[cs]
- 1944 Віктор Рольчик
- 1945 Бедржіх Чурда-Ліповський
- 1946 Людмила Пайдушакова
- 1947 Вілем Ґайдушек[cs]
- 1948 Карел Новак[cs]
- 1949 Луїза Ландлова-Штихова[cs]

- 1999 Любош Перек
- 2000 Мирослав Плавец[ru]
- 2001 Ладислав Крживський[cs]
- 2002 Зденек Швестка[cs]
- 2003 Йосип Клечек[cs]
- 2004 Зденек Цеплеха[cs]
- 2005 Ладислав Сегнал
- 2006 Зденек Секаніна[de]
- 2007 Ян Вондрак
- 2008 Іван Губений[cs]
- 2009 Павел Маєр[cs]
- 2010 Любош Когоутек
- 2011 Їржі Ґриґар[cs]
- 2012 Антонін Рюкл
- 2013 Маріан Карліцький
- 2014 Петр Гайнцель[cs][2]
- 2015 Ян Палоуш / Jan Palouš[3]